# Чемпионат мира по шорт-треку 1985
Чемпионат мира по шорт-треку 1985 года проходил с 6 по 8 апреля в Амстердаме (Нидерланды).

## Общий медальный зачёт
| Место         | Страна         | Золото | Серебро | Бронза | Всего |
| ------------- | -------------- | ------ | ------- | ------ | ----- |
| 1             | Япония         | 8      | 3       | 2      | 13    |
| 2             | Канада         | 1      | 3       | 5      | 9     |
| 3             | США            | 1      | 2       | 1      | 4     |
| 4             | Нидерланды     | 0      | 1       | 1      | 2     |
| 5             | Австралия      | 0      | 1       | 0      | 1     |
| 6             | Великобритания | 0      | 0       | 1      | 1     |
| Всего медалей | Всего медалей  | 10     | 10      | 10     | 30    |

## Медалисты

### Мужчины
| Дисциплина | Золото                                                                  | Серебро                                                       | Бронза                                                                               |
| ---------- | ----------------------------------------------------------------------- | ------------------------------------------------------------- | ------------------------------------------------------------------------------------ |
| Многоборье | Тосинобу Каваи Япония                                                   | Тацуёси Исихара Япония                                        | Луи Гренье Канада                                                                    |
| 500 м      | Луи Гренье Канада                                                       | Тосинобу Каваи Япония                                         | Тацуёси Исихара Япония                                                               |
| 1000 м     | Тосинобу Каваи Япония                                                   | Луи Гренье Канада                                             | Мишель Делиль Канада                                                                 |
| 1500 м     | Тацуёси Исихара Япония                                                  | Чарльз Велдховен Нидерланды                                   | Тосинобу Каваи Япония                                                                |
| 3000 м     | Тацуёси Исихара Япония                                                  | Тосинобу Каваи Япония                                         | Чарльз Велдховен Нидерланды                                                          |
| Эстафета   | Япония · Тацуёси Исихара · Тосинобу Каваи · Юити Акасака · Кэнити Сугио | Канада · Ги Деньо · Луи Гренье · Мишель Деньо · Мишель Делиль | Великобритания · Стивен Хамбер · Уилф О'Рейли · Питер Уорт · Стюарт Пасс · Гэри Радд |

### Женщины
| Дисциплина | Золото                                                                   | Серебро                                                             | Бронза                                                                                          |
| ---------- | ------------------------------------------------------------------------ | ------------------------------------------------------------------- | ----------------------------------------------------------------------------------------------- |
| Многоборье | Эйко Сисии Япония                                                        | Бонни Блэр США                                                      | Натали Ламбер Канада                                                                            |
| 500 м      | Эйко Сисии Япония                                                        | Бонни Блэр США                                                      | Сьюзан Ош Канада                                                                                |
| 1000 м     | Эйко Сисии Япония                                                        | Карен Гардинер Австралия                                            | Бонни Блэр США                                                                                  |
| 1500 м     | Бонни Блэр США                                                           | Эйко Сисии Япония                                                   | Мариз Перро Канада                                                                              |
| 3000 м     | Эйко Сисии Япония                                                        | Натали Ламбер Канада                                                | Мариз Перро Канада                                                                              |
| Эстафета   | Япония · Хироми Такеути · Эйко Сисии · Марико Киносита · Цугуми Ватанабэ | Канада · Натали Ламбер · Сьюзан Ош · Мари-Жозе Мартин · Мариз Перро | Нидерланды · Иоланда де Врис · Симона Велзебур · Мануэла Оссендрейвер · Эсмеральда Оссендрейвер |